# The Simpsons Library of Wisdom
The Simpsons Library of Wisdom is een serie van boeken gebaseerd op de animatieserie The Simpsons.
Elk van de boeken in de serie is gewijd aan een van de personages uit de serie. Tot dusver zijn er zes boeken verschenen in de reeks. Elk boek bevat details over de personages en locaties in Springfield, en extra’s die aansluiten bij het personage dat centraal staat.
Elk boek bevat een top 40 en negatieve top 40 + een beschrijving van een alledaagse dag van het personage dat centraal staat.

## Serie 1 - 2004

### The Bart Book
The Bart Book was het eerste boek in de reeks. Het kreeg echter kritiek, daar de meeste mensen het te veel op Bart Simpson's Guide to Life vonden lijken en de biografie van het personage te identiek was aan die in de Complete Guides-serie.

### The Homer Book
The Homer Book kwam als tweede in de reeks uit en kreeg al betere kritieken dan het Bart Book. Dit vooral omdat in tegenstelling tot Bart er van Homer nog niet eerder een boek was uitgekomen.

## Serie 2 - 2005
Vanaf de tweede reeks veranderde de opzet van de boeken iets. De boeken bevatten vanaf serie 2 niet langer biografieën van de personages, en in plaats daarvan meer locatiepagina’s. Deze reeks kreeg kritiek omdat er vooral bijpersonages in werden behandeld.

### The Ralph Wiggum Book
The Ralph Wiggum Book kwam als eerste boek in de tweede serie uit, en bevatt de “wijsheid” van Ralph – namelijk gedichten van hem.

### Comic Book Guy's Book of Pop Culture
Comic Book Guy's Book of Pop Culture brak de traditie van de naamgeving voor de boeken uit de reeks. Dit boek bevatte dan ook niet zozeer informatie over het personage zelf, maar over zijn kijk op volkscultuur.

## Serie 3 - 2006
Deze serie verscheen op 18 september 2006, en bestond wederom uit 2 boeken. Deze boeken richtten zich wel weer op de primaire personages.

### The Lisa Book
The Lisa Book was het eerste boek in de derde reeks, en bevatte een autobiografie over Lisa.

### The Krusty Book
The Krusty Book was het tweede boek in de derde series, en tot dusver het laatste boek in de reeks.

## Serie 4 - 2007
De twee boeken van serie 4 zullen in 2007 verschijnen. De titels zijn Ned Flanders' Book of Faith en The Book of Moe
Homer Simpson · Marge Simpson · Bart Simpson · Lisa Simpson · Maggie Simpson · Abraham Simpson · Patty en Selma Bouvier · Jacqueline Bouvier · Mona Simpson · Santa's Little Helper · Snowball II · Familie Bouvier
Jasper Beardley · Comic Book Guy · Eddie en Lou · Maude Flanders · Ned Flanders · Professor Frink · Barney Gumble · Julius Hibbert · Lionel Hutz · Eerwaarde Lovejoy · Kapitein Horatio McCallister · Hans Moleman · Bleeding Gums Murphy · Apu Nahasapeemapetilon · Mayor Joe Quimby · Dr. Nick Riviera · Agnes Skinner · Cletus Spuckler · Squeaky Voiced Teen · Disco Stu · Moe Szyslak · Kirk Van Houten · Luann Van Houten · Chief Clancy Wiggum
Gary Chalmers · Rod en Todd Flanders · Jimbo Jones · Kearney · Edna Krabappel · Otto Mann · Nelson Muntz · Martin Prince · Seymour Skinner · Milhouse Van Houten · Ralph Wiggum · Groundskeeper Willie · andere studenten
Montgomery Burns · Carl Carlson · Lenny Leonard · Waylon Smithers
Itchy en Scratchy · Kent Brockman · Krusty de Clown · Troy McClure · Rainier Wolfcastle · Radioactive Man
Snake · Kang & Kodos · Sideshow Bob · Fat Tony
Treehouse of Horror
Bart vs. the World · Bart Simpson's Escape from Camp Deadly · The Simpsons Arcadespel · Bart vs. the Space Mutants · Bart's House of Weirdness ·Bart vs. The Juggernauts · Krusty's Fun House · Bartman Meets Radioactive Man · Bart's Nightmare · The Itchy and Scratchy Game · Virtual Bart · Bart and the Beanstalk · Itchy & Scratchy in Miniature Golf Madness · Cartoon Studio · Virtual Springfield · Night of the Living Treehouse of Horror · Bowling · Wrestling · Road Rage · Skateboarding · Hit & Run · The Simpsons Game · The Simpsons: Tapped Out
The Simpsons · The Simpsons Pinball Party
Strips: Simpsons Comics · Bart Simpson serie · Itchy & Scratchy Comics · Bart Simpson's Treehouse of Horror · Futurama/Simpsons Infinitely Secret Crossover Crisis
Tijdschrift: Simpsons Illustrated
Boeken: Bart Simpson's Guide to Life · Family Album · Library of Wisdom · Complete Guides · Planet Simpson · The Simpsons and Philosophy
Actiefiguurtjes: World of Springfield
The Simpsons Movie
Bankgrap ·
Canyonero · 
D'oh! · 
Duff Beer · 
Schoolbordgrap · 